# Paralelo 65 S
O Paralelo 65S é um paralelo no 65° grau a sul do plano equatorial terrestre.

## Dimensões
Conforme o sistema geodésico WGS 84, no nível de latitude 65° S, um grau de longitude equivale a 47,176 km; a extensão total do paralelo é portanto 16.983 km, cerca de 42 % da extensão do Equador, da qual esse paralelo dista 7.211 km, distando 2.791 km do polo sul.

## Cruzamentos
O paralelo 65 S cruza terra apenas em 100 km sobre a Península Antártica: